# Angelo di Giovanni da Verona
Angelo di Giovanni da Verona (1437 – 1508) è stato uno scultore italiano.
Fu attivo a Vicenza prima con l'arca funebre di Giovanni Battista Nievo e poi come decoratore della facciata del duomo (1469).